# 2. deild karla 1968
Die 2. deild karla 1968 war die 14. Spielzeit der zweithöchsten isländischen Fußballliga. ÍA Akranes gelang der direkte Wiederaufstieg.

## Modus
Die acht Vereine spielten in zwei Gruppen zu je vier Teams um die Zweitligameisterschaft. Die Mannschaften spielten innerhalb ihrer Gruppe jeweils zweimal gegeneinander. Die beiden Gruppensieger spielten anschließend zusammen mit dem Tabellenletzten der 1. Liga zwei Plätze für die 1. deild karla aus. Die beiden Tabellenletzten ermittelten einen Absteiger in die 3. deild karla.

## Gruppe A
| Pl. | Verein               | Sp. | S | U | N | Tore    | Quote | Punkte |
| --- | -------------------- | --- | - | - | - | ------- | ----- | ------ |
| 1.  | Haukar Hafnarfjörður | 6   | 4 | 1 | 1 | 014:100 | 1,40  | 09:30  |
| 2.  | FH Hafnarfjörður (N) | 6   | 1 | 4 | 1 | 013:100 | 1,30  | 06:60  |
| 3.  | Þróttur Reykjavík    | 6   | 2 | 1 | 3 | 010:140 | 0,71  | 05:70  |
| 4.  | Víkingur Reykjavík   | 6   | 1 | 2 | 3 | 003:800 | 0,38  | 04:80  |

| (N) | Neuaufsteiger aus der 3. deild karla |

## Gruppe B
| Pl. | Verein               | Sp. | S | U | N | Tore    | Quote | Punkte |
| --- | -------------------- | --- | - | - | - | ------- | ----- | ------ |
| 1.  | ÍA Akranes (A)       | 6   | 6 | 0 | 0 | 031:500 | 6,20  | 12:0   |
| 2.  | Breiðablik Kópavogur | 6   | 2 | 1 | 3 | 008:200 | 0,40  | 05:70  |
| 3.  | UMF Selfoss          | 6   | 1 | 2 | 3 | 011:140 | 0,79  | 04:80  |
| 4.  | ÍB Ísafjörður        | 6   | 1 | 1 | 4 | 005:160 | 0,31  | 03:90  |

| (A) | Absteiger aus der 1. deild karla 1967 |

## Aufstiegsturnier
| Pl. | Verein               | Sp. | S | U | N | Tore    | Diff. | Punkte |
| --- | -------------------- | --- | - | - | - | ------- | ----- | ------ |
| 1.  | ÍA Akranes           | 2   | 1 | 1 | 0 | 002:100 | +1    | 03:10  |
| 2.  | Keflavík ÍF          | 2   | 1 | 0 | 1 | 007:200 | +5    | 02:20  |
| 3.  | Haukar Hafnarfjörður | 2   | 0 | 1 | 1 | 002:800 | −6    | 01:30  |

|                      | ÍAA | KÍF | HAU |
| ÍA Akranes           |     | 1:0 |     |
| Keflavík ÍF          |     |     | 7:1 |
| Haukar Hafnarfjörður | 1:1 |     |     |

ÍA Akranes stieg auf, Keflavík ÍF verblieb als Zweiter in der höchsten Spielklasse.

## Relegation
|                    | Ergebnis  |               |
| ------------------ | --------- | ------------- |
| Víkingur Reykjavík | 1:1 n. V. | ÍB Ísafjörður |
| Víkingur Reykjavík | 3:0       | ÍB Ísafjörður |

ÍB Ísafjörður stieg in die 3. deild karla ab.